# Maks Kaśnikowski
Maks Kaśnikowski (ur. 6 lipca 2003 w Warszawie) – polski tenisista, reprezentant kraju w rozgrywkach Pucharu Davisa.

## Kariera tenisowa
Wielokrotny złoty medalista w grze pojedynczej i podwójnej w kategoriach młodzieżowych. Najwyżej sklasyfikowany jako 12 junior na świecie w rankingu ITF U18. Dwukrotny brązowy medalista w grze podwójnej w Mistrzostwach Europy do lat 16 i 18. Medalista MP i HMP mężczyzn w grze pojedyńczej i podwójnej. 
W karierze zwyciężył w dwóch singlowych turniejach cyklu ATP Challenger Tour. Ponadto wygrał pięć singlowych oraz jeden deblowy turniej rangi ITF.
Najwyżej sklasyfikowany w rankingu gry pojedynczej był na 168. miejscu (21 października 2024), a w klasyfikacji gry podwójnej na 688. pozycji (8 maja 2023).

### Zwycięstwa w turniejach ATP Challenger Tour

#### Gra pojedyncza
| Końcowy wynik | Nr | Data            | Turniej | Nawierzchnia  | Przeciwnik           | Wynik finału     |
| ------------- | -- | --------------- | ------- | ------------- | -------------------- | ---------------- |
| Zwycięzca     | 1. | 7 stycznia 2024 | Oeiras  | Twarda (hala) | Gastão Elias         | 7:6(1), 4:6, 6:3 |
| Zwycięzca     | 2. | 22 czerwca 2024 | Poznań  | Ceglana       | Camilo Ugo Carabelli | 3:6, 6:4, 6:3    |

### Zwycięstwa w turniejach ITF

#### Gra pojedyncza
|               | Data                 | Turniej            | ($)     | Naw.                                  | Przeciwnik     | Wynik         |
| 1.            | 03/07/2022           | Wrocław            | 15 000  | Ceglana                               | Petr Nouza     | 6:4, 3:6, 6:4 |
| 2.            | 26/02/2023           | Monastyr           | 15 000  | Twarda                                | Lucas Catarina | 6:0, 6:4      |
| 3.            | 30/04/2023           | Kuršumlijska Banja | 15 000  | Ceglana                               | Duje Ajduković | 6:4, 7:6(3)   |
| 4.            | 02/06/2024           | Kiseljak           | 25 000  | Ceglana                               | Jay Clarke     | 6:2, 6:2      |
| 5. 03/08/2025 | flaga POL (Koszalin) | 25 000             | ceglana | flaga POL Tomasz Berkieta 6:1 4:6 6:4 |                |               |

#### Gra podwójna
|    | Data       | Turniej | ($)    | Naw.   | Partner          | Przeciwnicy                | Wynik    |
| 1. | 09/10/2022 | Sozopol | 15 000 | Twarda | Olaf Pieczkowski | Yanaki Milev Petr Nesterov | 6:3, 7:5 |

### Mecze wPucharze Davisa

#### Gra pojedyncza
| Rok  | Faza                                      | Data i miejsce                       | Przeciwnik       | Nawierzchnia  | Rywal             | Wynik          |
| 2021 | Baraże o utrzymanie w Grupie Światowej II | 6–7 marca 2020 Kalisz, Polska        | Hongkong (4:0)   | Twarda (hala) | Kai Wai-yu        | 1:6, 6:2, 10–3 |
| 2023 | Baraże o utrzymanie w Grupie Światowej I  | 4–5 lutego 2023 Miki, Japonia        | Japonia (0:4)    | Twarda (hala) | Kaichi Uchida     | 2:6, 5:7       |
| 2024 | Baraże o utrzymanie w Grupie Światowej I  | 2–3 lutego 2024 Taszkent, Uzbekistan | Uzbekistan (4:0) | Twarda (hala) | Khumoyun Sultanov | 6:3, 6:1       |